# Tom Nijssen
Tom Nijssen (Maastricht, 1 de Outubro de 1964) é um ex-tenista profissional holândes.

## Duplas Mistas: 3 (2–1)
| Posição | Ano  | Campeonato    | Piso   | Parceiro        | Oponentes                                  | Placar           |
| ------- | ---- | ------------- | ------ | --------------- | ------------------------------------------ | ---------------- |
| Campeã  | 1989 | Roland Garros | Saibro | Manon Bollegraf | Horacio de la Peña Arantxa Sánchez Vicario | 6–3, 6–7(3), 6–2 |
| Campeã  | 1991 | US Open       | Duro   | Manon Bollegraf | Emilio Sánchez Arantxa Sánchez Vicario     | 6–2, 7–6(2)      |
| Vice    | 1993 | Wimbledon     | Grama  | Manon Bollegraf | Mark Woodforde Martina Navratilova         | 6–3, 6–4         |